# Silverthorn
Silverthorn este cel de-al zecelea album de studio lansat de formația americană Kamelot. Albumul a fost lansat de casa de discuri Steamhammer, o divizie a lui SPV, în octombrie 2012, în întreaga lume. Acesta este primul album cu solistul Tommy Karevik și al treilea album conceptual al formației, după Epica (2003) si The Black Halo (2005). Povestea este originală. Albumul spune povestea unei fetițe din secolul al 19-lea pe nume Jolee, care moare într-un accident tragic asistat de către frații ei gemeni. Coperta e desenată de Stefan Heilemann și o arată pe Jolee, personajul principal și îngerul din viața de apoi, ca adult.

## Listă melodii
Toate melodiile sunt scrise și compuse de Thomas Youngblood, Sascha Paeth, Oliver Palotai și Tommy Karevik, în afară de "Falling Like the Fahrenheit" și de "Leaving Too Soon", care sunt scrise de Youngblood, Paeth, Palotai, Karevik și de Bob Katsionis.
| Nr. | Titlu | Durată |
| --- | --- | ------ |
| 1.  | "Manus Dei" | 2:12   |
| 2.  | "Sacrimony (Angel of Afterlife)" (cu Elize Ryd și Alissa White-Gluz)                                                             | 4:39   |
| 3.  | "Ashes to Ashes" | 3:58   |
| 4.  | "Torn" | 3:51   |
| 5.  | "Song for Jolee" | 4:33   |
| 6.  | "Veritas" (cu Elize Ryd) | 4:35   |
| 7.  | "My Confession" | 4:34   |
| 8.  | "Silverthorn" | 4:52   |
| 9.  | "Falling Like the Fahrenheit" (cu Elize Ryd)                                                                                     | 5:05   |
| 10. | "Solitaire" | 4:56   |
| 11. | "Prodigal Son" - "Part I: Funerale" - "Part II: Burden of Shame (The Branding)" - "Part III: The Journey" (cu Alissa White-Gluz) | 8:52   |
| 12. | "Continuum" | 4:17   |

## Personal

### Kamelot
- Tommy Karevik – vocalist
- Thomas Youngblood – chitare
- Sean Tibbetts – chitară bas
- Oliver Palotai - clape, orchestrații
- Casey Grillo – tobe

### Invitați
- Elize Ryd (Amaranthe) – voce pe "Sacrimony (Angel of Afterlife)", "Veritas", și "Falling Like the Fahrenheit"
- Alissa White-Gluz (Arch Enemy) – țipete pe "Sacrimony (Angel of Afterlife)" și voce pe "Prodigal Son Part III: The Journey"
- Cinzia Rizzo - voce pe "Continuum"
- Sascha Paeth – chitare și țipete pe "Ashes to Ashes"
- Miro – clape și orchestrații pe melodiile 2 (cu Oliver Palotai), 3, 4, 9, and 10, trecerea dintre "Manus Dei" în "Sacrimony (Angel of Afterlife)"
- Annelise Youngblood – recitare poezie
- Cor de copii - Emilie Paeth, Noa Rizzo and Annelise Youngblood
- Cor de adulți - Amanda Somerville, Elize Ryd, Robert Hunecke-Rizzo, Thomas Rettke, Simon Oberender, Cinzia Rizzo
- Luca Turilli – consultant de latină
- István Tamás – acordeon pe "Veritas"
- Eklipse - viori pe "Sacrimony (Angel of Afterlife)", "Falling Like the Fahrenheit" și pe "My Confession"
- Apollo Papathanasio - voce pe "Grace"
- Niclas Engelin - chitară pe "Grace"